# 霧運算
霧運算（英語：Fog  Computing）或霧聯網（Fog Networking，或），是使用最終用戶終端設備或連接最終用戶設備的邊緣設備，以分散式協作架構進行資料存儲（相較於將資料集中存儲在雲端數據中心），或進行分散式網路封包傳輸通信（相較於透過互聯網骨幹路由），或相關分散式控制或管理。霧運算是由思科（Cisco）在2014年所提出的概念，為雲端運算的延伸，這個架構可以將運算需求分層次、分區域處理，以化解可能出現的網路塞車現象。
霧運算的應用和物聯網（IoT）及智慧聯網（M2M）有密不可分的關係。在物聯網中，我們日常使用中的大多數設備將被彼此連接，最為具體概念為縮短處理資料時間，亦TSN（Time Sensative Networking），多數應用為醫療、智能工廠、智能車、智慧電網等。在講求AI的時代，霧運算可以協助後台運算運作更有效率，在靠近IOT Device端就具備運算、監視、收集資料的功能，之後再將資料傳至資料中心做更隨為大量的資料分析及演算。

## 發展歷史
2014年，思科公司在Cisco Live 2014首度提出這個概念。